# Ostaszyn (rejon nowogródzki)
Ostaszyn lub Ostaszyno (biał. Асташына, ros. Осташино) – wieś na Białorusi, w rejonie nowogródzkim obwodu grodzieńskiego, centrum administracyjne sielsowietu do 2017 r. (obecnie w Worobiewiczach Wielkich).

## Historia
Miejscowość wzmiankowana w 1401 r.
W XIX w. Ostaszyn znajdował się w powiecie nowogródzkim guberni mińskiej, w gminie Lubcz.
W okresie międzywojennym wieś i folwark Ostaszyn należały do gminy Lubcz w powiecie nowogródzkim województwa nowogródzkiego II Rzeczypospolitej. 
Po II wojnie światowej Ostaszyn znalazł się w granicach Białoruskiej SRR, a od 1991 r. – w niepodległej Białorusi.
Urodził się tutaj Stefan Grabowski, generał dywizji Armii Królestwa Polskiego, tajny radca i polityk.

## Zabytki
- zespół dworsko-parkowy z XIX w.
- młyn wodny z XIX w.